# Trinum
Trinum este o comună din landul Saxonia-Anhalt, Germania.